# نيهان بيريز
باتريسيو نيهان بيريز (بالإسبانية: Nehuén Pérez)‏ ولد في 24 يونيو 2000، هو لاعب كرة قدم أرجنتيني يلعب كَـقلب دفاع مع أتلتيكو مدريد، و منتخب الأرجنتين تحت 20 لكرة القدم.

## وصلات خارجية
- نيهان بيريز على موقع الاتحاد الأوربي (الإنجليزية)
- نيهان بيريز على موقع إي إس بي إن إف سي (الإنجليزية)
- نيهان بيريز على موقع قاعدة بيانات كرة القدم.إي يو (الإنجليزية)
- نيهان بيريز على موقع ناشيونال فوتبول تيمز (الإنجليزية)
- نيهان بيريز على موقع Soccerbase.com (لاعب) (الإنجليزية)
- نيهان بيريز على موقع Soccerway.com (الإنجليزية)
- نيهان بيريز على موقع عالم كرة القدم.نت (الإنجليزية)
- نيهان بيريز على موقع أوليمبيديا (الإنجليزية)